# Stefania Cento
Stefania Cento, nome d'arte di Stefania Nannini (Cento, 23 giugno 1964), è una cantante italiana di musica leggera, specializzata in repertorio revival.
Ha avuto un periodo di particolare notorietà fra il 1996 ed il 2002 per aver fatto parte del cast della trasmissione televisiva condotta da Paolo Limiti Ci vediamo in tv, programmata dapprima su Raidue e quindi su Raiuno. Nel dicembre 2010 ha partecipato con il brano sigla della trasmissione, Evviva il mio papà,  al programma televisivo I migliori anni condotto da Carlo Conti.
Finalista al festival di Castrocaro (1994), è intervenuta a eventi live fra cui il premio intitolato a Pio Manzù (Rimini, Raiuno, dal 1995 al 1998).

## Biografia
Ha esordito ventenne nel 1984 vincendo la settima edizione del Festival nazionale della canzone di Napoli. La serata finale dal Teatro Mediterraneo venne trasmessa da Raidue. Nello stesso anno ha pubblicato il suo primo singolo, Non voglio più sperare.
L'anno successivo si è classificata prima al festival Sanremo Domani di Sanremo. Fra le sue partecipazioni, figura anche quella al Guercino d'Oro condotto da Daniele Piombi (1986 e 1989).
Ha collaborato a diversi spettacoli con diverse orchestre, frà cui quella del maestro Juliano Cavicchi, e con artisti, come Sarah Vaughan, Ella Fitzgerald, Harry Belafonte, Ornella Vanoni, Gino Paoli, Ben Gazzara, Gino Bramieri, Beppe Grillo, Walter Chiari e Franco Franchi.
Sempre con Paolo Limiti è stata ospite nella stagione 2004-2005 della trasmissione televisiva Domenica In.
Come interprete ha inciso cinque CD oltre a una collana musicale intitolata Canzone amore mio edita nel 2000 dalla casa editrice De Agostini, divenuta dal 2007 uno spettacolo portato in teatro a cura di Limiti, con il quale è stata ospite nel marzo 2010 nella trasmissione di prime time Minissima 2010. Uno dei suoi album discografici è dedicato al repertorio della cantante portoghese Carmen Miranda.
Nel 2002 e nel 2005 ha partecipato alla trasmissione radiofonica Notte italiana.
Cento collabora con emittenti televisive private, come ad esempio Canale Italia (Cantando Ballando), curando programmi (MilleVoci) trasmessi su televisioni private italiane e su Sky.
Nel 2009 è stata ospite del programma MilleVoci, in onda in tutta Europa e Stati Uniti.
Dal 2010 diventa conduttrice del programma assieme a Gianni Nazzaro e Gianni Drudi, e si esibisce col suo intero repertorio, fino al 2017. Dopo un anno di assenza dal programma, vi ritorna nell'edizione 2020 come ospite.
Nel 2014, assieme a Nazzaro e Drudi, canta la sigla MilleVoci, composta da Gianfranco Caliendo (ex frontman de Il Giardino dei Semplici) e Flora Contento. 
Nel 2018 porta in scena lo spettacolo "Ciao Paolo", spettacolo dedicato a Paolo Limiti al Gran Teatro Villa Bertelli di Forte dei Marmi con Giovanna Nocetti, Fabrizio Voghera e Caterina Ferri. 
Nel 2019 collabora con Andrea Dessì e Massimo Tagliata dei Marea per il brano "Anima latina", inserito nell'album "Io sono l'altra" (Baracca edizioni musicali). Per "Anima latina" ha realizzato un videoclip nella favolosa location dell'Osteria del Fibbia, in località Granarolo dell'Emilia (BO).
Nel 2022 esce "Io no" su testo di Bruno Conti e Gianni Druidi e musica della stessa Cento. Lo stesso anno partecipa al programma tv MilleVoci con l'inedito "Io sono l'altra". Nel 2023, ha partecipato a Ciao Darwin, nella categoria “Melodici”.

## Curiosità
Ha modificato il suo cognome in Cento in onore della sua città natale.